# Мононгахела
Мононгахела, известна на местните жители като  Мон, е река, течаща през Алигенското плато в северната централна част на Западна Вирджиния и югозападна Пенсилвания. Дължината ѝ е 210 km. Тя тече предимно от юг на север и се слива с река Алигени, за да образуват двете заедно река Охайо в Питсбърг.

## Етимология
Мононгахела е индианска дума и означава „падащи брегове“, позовавайки се на геоложката нестабилност на речните брегове. Моравският мисионер Дейвид Зайсбъргър (1721 – 1808) дава обяснение на името: „в индианския език името на тази река е Мечменаухгихила (Mechmenawungihilla, което се изписва Menawngihella), което означава висок бряг, който се отмива и така се срива.“
В езика Ленапе думата се визуализира като Менаонкихела (Mënaonkihëla, произнася се МФА: [mənaoŋɡihəla], в превод „там, където бреговете пропадат“.
Окръг Mононгахела и града Mононга в Западна Вирджиния са наречени по името на реката, също и град Мононгахела в Пенсилвания.

### Имена
Според Информационната система за географските имена в САЩ, Мононгахела е известна и с имената
| - Малангуеле (Malangueulé) - Манаунгахела (Manaungahela River) - Ме нан ги хи ли (Me-nan-gi-hil-li) - Ме нон о о ге хе лал (Meh-non-au-au-ge-hel-al) - Меманнонрингело (Mehmannaunringgehlau) - Меманноуингела (Mehmannauwinggehla) - Мо хон га ли (Mo-hon-ga-ly River) - Мо хон гий е ла (Mo-hon-gey-e-la River) - Мо хонг гий е ла (Mo-hong-gey-e-la River) - Мохунгахела (Mohungahala River) - Мохунгала (Mohunghala River) - Мононг (Monaung River) | - Монна (Monna River) - Манняхела (Monnyahela River) - Монона (Monona River) - Мононга (Mononga River) - Мононгахалия (Monongahalia River) - Мононгахали (Monongahaly River) - Мононгахелий (Monongaheley River) - Мононгахилия (Monongahelia River) - Мононгалия (Monongalia River) - Мононгало (Monongalo River) - Мононгухела (Mononguhela River) - Мононяхеля (Mononyahela River) - Мъди Ривър (Muddy River) |

## География
Mононгахела се образува от сливането на Уест Форк Ривър и Тайгърт Вали Ривър във Феърмонт, Западна Вирджиния. Реката е плавателна по цялата си дължина. Корабоплаването е подпомагано с поредица от шлюзове и язовири, които поддържат водата в реката до минимална дълбочина от 2,7 m. В Пенсилвания Мононгахела събира водите на два големи притока: Чийт Ривър, която се присъединява в Пойнт Марион и Йогиогени, който се присъединява при Макийспорт.
Най-горната част на реката предлага възможности за каране на каяк. Теренът в тази част е много труднодостъпен и реката е издълбала платото, образувайки множество прагове.

## История
В периода на Уисконсинското заледяване (прибл. от 110 000 допреди 10 000 години), реката наричаща се сега Мононгахела тече на север през съвременна Пенсилвания и достига до река Сейнт Лорънс. Ледена стена създава обширно езеро, известно като езерото Mононгахела с изход при днешния Бийвър, Пенсилвания и достигайки на юг на 320 km почти до Уестън, Западна Вирджиния. Езерото е над 160 km широко и е на 340 m над морското равнище. Достигайки (~100 m) на места водите му преливат и постепенно са създали сегашната горна част на долината на река Охайо.
Долината на река Мононгахела е мястото на една от най-известните битки в началото на Френската и индианска война, в която експедицията на генерал Брадок (май–юли 1755) е почти унищожена от французите и техните индиански съюзници.
През 1817 г. Пенсилвания оторизира Мононгахела Навигейшън Къмпани да изгради 16 язовира с шлюзове, за да се създаде речна транспортна връзка между Питсбърг и областта, която по-късно ще се превърне в Западна Вирджиния. Първоначално планирана до Чийт Ривър, транспортната система е удължена до Феърмонт. От 2006 г. Инженерният корпус на армията на САЩ стопанисва общо 9 язовира с шлюзове по поречието на реката.
Три кораба на Военноморските сили на САЩ са били кръстени Мононгахела, по името на реката.